# Sphoeroides pachygaster
Sphoeroides pachygaster és una espècie de peix de la família dels tetraodòntids i de l'ordre dels tetraodontiformes.

## Morfologia
- Els mascles poden assolir 40,5 cm de longitud total.[1][2]

## Alimentació
Menja principalment calamars.

## Hàbitat
És un peix marí i de clima subtropical que viu entre 50-480 m de fondària.

## Distribució geogràfica
Es troba a les regions tropicals i temperades de tots els oceans.

## Observacions
És inofensiu per als humans.